# Condado de San Patricio
O Condado de San Patricio é um dos 254 condados do estado norte-americano do Texas. A sede do condado é Sinton, e sua maior cidade é Sinton.
O condado possui uma área de 1 831 km² (dos quais 40 km² estão cobertos por água), uma população de 67 138 habitantes, e uma densidade populacional de 37 hab/km² (segundo o censo nacional de 2000).
O condado foi criado em 1846.